# فرودگاه پاننگبورن مموریال
 فرودگاه پاننگبورن مموریال (به انگلیسی: Pangborn Memorial Airport) یک فرودگاه همگانی بهره‌برداری هوایی با کد یاتا EAT است که یک باند فرود آسفالت دارد و طول باند آن ۱۳۵۹ متر است. این فرودگاه در کشور ایالات متحده آمریکا قرار دارد و در ارتفاع ۳۸۱ متری از سطح دریا واقع شده است.

## شرکت‌های هواپیمایی و مقصدهای پروازی

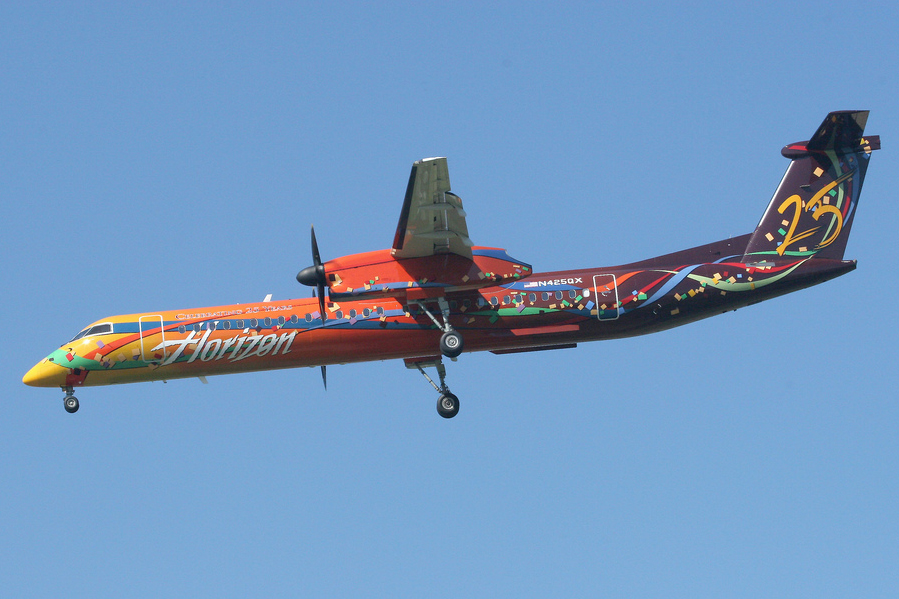
Horizon Air Dash 8 landing at the airfield.

For the 12-month period ending ۳۱ دسامبر ۲۰۰۸, the airport had 44,681 aircraft operations, an average of 122 per day: 69% هوانوردی عمومی, 29% air taxi, 2% شرکت هواپیمایی and <1% هوانوردی نظامی. At that time there were 132 aircraft based at this airport: 67% single-موتور هواگرد, 9% multi-engine, 10% هواپیمای جت, 2% بالگرد, 11% glider and 1% هواپیمای فوق سبک.

### مسافری
| شرکت‌های هواپیمایی                    | مقصدهای پروازی |
| ------------------------------------ | -------------- |
| آلاسکا ایرلاینز اجرا توسط هوریزن ایر | سیاتل-تاکوما   |

### باری
| شرکت‌های هواپیمایی | مقصدهای پروازی             |
| ----------------- | -------------------------- |
| Ameriflight       | فروگاه اومک، صحرایی بویینگ |
| فدکس اکسپرس       | اسپوکن                     |